# Accident ferroviaire de Villecomtal
L'accident ferroviaire de Villecomtal a eu lieu en France le 1er août 1922, dans le département du Gers, entre les gares de Miélan et de Villecomtal-sur-Arros, à  proximité du village de Laguian-Mazous. La majorité des gros titres de la presse de l'époque le localisent à Villecomtal, mais d'autres le situent à Miélan, ou encore à Laguian. Les circonstances singulières dans lesquelles il s'est produit, le nombre (33 morts) et la qualité de ses victimes (pèlerins du Bourbonnais se rendant à Lourdes), ont suscité un émoi particulier, lui valant l'appellation de catastrophe dans tous les journaux. 

## Les circonstances
Pour assurer le transport des quelque deux mille fidèles participant à son pèlerinage annuel à Lourdes, le diocèse de Moulins avait affrété  trois trains spéciaux partis le 31 juillet 1922 de diverses gares du département de l'Allier. Si le premier est parvenu sans encombre à destination, les deux suivants, le 7.509, composé de treize voitures en provenance de Moulins, et le 7.511, de douze voitures en provenance de Montluçon, après avoir successivement circulé sur les réseaux du PLM et du PO, sont entrés en collision sur celui du Midi le 1er août au petit matin, au point kilométrique 251,800 de la ligne à voie unique allant d'Agen à Tarbes par Auch, Rabastens et Vic-en-Bigorre.
À l'origine, celle-ci, d'une longueur d'environ 130 km, concédée à la Compagnie du Midi en 1857, avait été conçue par ses promoteurs comme un itinéraire d'accès direct aux Pyrénées permettant de joindre au plus court Limoges à Saragosse. Toutefois, depuis sa mise en service complète, en 1869, elle demeurait cantonnée dans un rôle secondaire compte tenu de son  profil en dents de scie rendant son exploitation difficile. En 1922, restée sommairement équipée et entretenue, elle n'avait normalement pas vocation à accueillir les lourds trains de pèlerins, qui étaient habituellement acheminés par la grande ligne via Toulouse. Cependant, compte tenu de la surcharge de trafic provoquée par les mouvements de voyageurs affluant vers les Pyrénées  à cette époque de l'année, la compagnie du Midi avait choisi d'y faire transiter à trente minutes d'intervalle les deux convois du Bourbonnais pour délester l'itinéraire principal, en adjoignant à leurs équipes de conduite, venues de Bordeaux et ne la connaissant pas, un chef mécanicien qui en était familier.

## L'accident
Dès le départ d'Agen, le fonctionnement de la locomotive mise en tête du premier train, celui en provenance de Moulins, avait donné des soucis aux trois cheminots, un mécanicien-chef, un mécanicien et un chauffeur, qui l'avaient en charge et devaient faire face à des avaries affectant à la fois l'injecteur Giffard et la pompe à air des freins. Ainsi, au fil des kilomètres, l'avance sur le convoi suivant s'était progressivement amenuisée.
À partir de Mirande, la ligne enchainait les rampes et les déclivités pour franchir une série de collines et de dépressions constituant le versant oriental du bassin de l'Adour. Le train de Moulins, de surcroit en surcharge d'environ 50 tonnes puisque sa composition avait été forcée à 13 voitures juste avant le départ, aborda ce secteur délicat dans de mauvaises conditions. En effet, comme le révèlera plus tard l'enquête, à la suite d'une réparation de fortune effectuée à Mirande sur l'injecteur, un excès d'eau avait pénétré dans la chaudière, réduisant la production de vapeur nécessaire à la fois à la force motrice et au fonctionnement de la pompe à air. Aussi, après Laas (altitude 206 m), dans la montée vers le lieu-dit Le Rouget (altitude 256 m), son équipe de conduite dut-elle stopper une première fois pour laisser remonter la pression de la machine et des freins avant de pouvoir affronter l'obstacle, que suivait une nouvelle descente.
Une fois Le Rouget franchi et le train redescendu sur la gare de Miélan (altitude 209 m), c'est là que se présentait la principale difficulté du parcours, avec la montée sur une courte distance (moins de 5 km), mais par une pente atteignant parfois 28‰, jusqu'à un seuil dit Lou Puntous, où la voie ferrée culminait à 281 m, près du village de Laguian-Mazous, à partir duquel s'amorçait une nouvelle descente vers Villecomtal-sur-Arros.
Disposant probablement d'une force de traction amoindrie par la production de vapeur insuffisante de sa chaudière, et patinant sur les rails rendus glissants par la brume matinale, alors que ses sablières fonctionnaient mal faute de pression d'air, la locomotive tomba rapidement en détresse. Pendant que le garde-freins quittait son fourgon de queue pour couvrir réglementairement la rame en se portant au devant du train de Montluçon, qui suivait à peu de distance, mécaniciens et chauffeur effectuèrent plusieurs tentatives pour redémarrer, allant jusqu'à descendre de leur cabine pour répandre des graviers sous les roues motrices. Ces efforts permirent de gagner encore quelques centaines de mètres par à-coups, réveillant nombre de passagers, mais échouèrent toutefois à peu de distance du sommet, la machine s'avérant définitivement incapable d'y hisser son train.
Lorsqu'elle s'efforça d'immobiliser le convoi pour l'empêcher de repartir en sens inverse, l'équipe de conduite ne put que constater que le frein à air se révélait lui aussi défaillant par épuisement du réservoir de commande. Le mécanicien donna bien les coups de sifflet réglementaires demandant le serrage des freins à mains des deux fourgons, mais le garde-frein du fourgon de queue l'ayant quitté pour couvrir le convoi, seul celui de tête put s'exécuter, et son intervention, limitée à un seul véhicule au demeurant léger, ne suffit pas à enrayer la dérive de la lourde rame, qui commença à reculer dans la pente qu'elle venait de gravir péniblement.
Durant ces évènements, le train de Montluçon avait lui aussi passé la station de Miélan. Son mécanicien, averti des difficultés du convoi qui le précédait par le garde-frein resté en couverture, observait une prudente marche à vue en guettant dans la pénombre du petit jour les fanaux du fourgon de queue qu'il apercevait parfois à un détour de la voie. Lorsqu'il constata que ceux-ci non seulement ne progressaient plus, mais même se rapprochaient rapidement, il comprit que le train redescendait et que le tamponnement était inévitable. Il opéra donc un freinage d'urgence qui l'immobilisa juste sur le passage à niveau no 110, dit de Cartalle, où la voie croisait un chemin vicinal menant à Laguian-Mazous.
La rame n'avait dérivé que sur quelques centaines de mètres, mais compte tenu de la pente, l'enquête a évalué sa vitesse au moment de l'impact à environ 35 km/h. Ce furent ses trois derniers véhicules, à caisse entièrement en bois, qui en s'écrasant contre le train à l'arrêt, le refoulant d'un mètre, amortirent à eux seuls le choc. Le fourgon de queue fut d'abord littéralement désarticulé par les deux dernières voitures, l'une de troisième et l'autre de deuxième classe, qui s'y encastrèrent en projetant ses parois latérales contre les barrières du passage à niveau et vinrent ensuite se fracasser contre la masse d'acier de la locomotive, ne lui causant au demeurant que des dégâts insignifiants. Il était alors 4 heures 50.
La collision ne fit aucune victime parmi les cheminots et voyageurs du train tamponné. En revanche, si sur les 600 pèlerins du train tamponneur, ceux de la tête et du milieu ressentirent à peine les effets du choc, celui-ci s'avéra meurtrier dans les compartiments disloqués des deux dernières voitures, dont nombre d'occupants furent broyés et déchiquetés en plein sommeil, seuls quelques-uns, parmi lesquels Monseigneur Penon, évêque de Moulins, ne subissant que des contusions sans gravité.

## Les secours

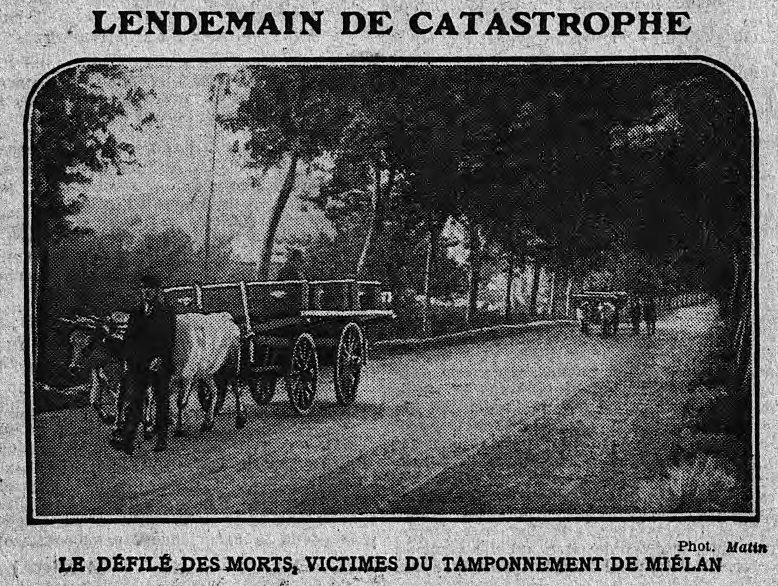
Transport des corps des victimes dans l'église de Laguian (photographie publiée dans le Journal Le Matin du 4 août 1922)

Les deux trains transportant des malades se rendant à Lourdes, parmi leurs accompagnateurs figuraient un certain nombre d'infirmiers et infirmières disposant de brancards, pansements et médicaments, si bien que des soins d'urgence purent être immédiatement dispensés sur place dans la maisonnette du garde-barrière. Rapidement, deux médecins venus de Miélan et Villecomtal se joignirent aux secours, et les blessés furent dirigés vers la mairie-école de Laguian, le village le plus proche, alors que les morts étaient déposés dans l'église, transformée en chapelle ardente.
En revanche, le dégagement des nombreuses victimes restées coincées dans les débris ne put commencer qu'après un délai anormalement long, les dépêches immédiatement envoyées de la maison du garde-barrière et de la gare de Miélan n'ayant été transmises à Tarbes qu'après la réouverture, à 6 heures 30, du service télégraphique sur cette ligne normalement fermée la nuit. Ainsi, un premier train de secours équipé de l'outillage adéquat ne parvint sur les lieux qu'à 10 heures.

## Le bilan
Après plusieurs décès survenus les jours suivant l'accident, son bilan a été définitivement établi à 33 morts et 32 blessés, dont la plupart provenaient des mêmes villes ou avaient des liens de parenté compte tenu de la composition des trains de pèlerins. Ainsi, une famille de Vichy perdit sept de ses membres dans la catastrophe.

## Les manifestations de compassion
Elles furent à la mesure des circonstances et de la qualité des victimes, qui devaient donner aux témoignages de solidarité suscités par le drame un caractère particulier mêlant intimement le civil et le religieux.

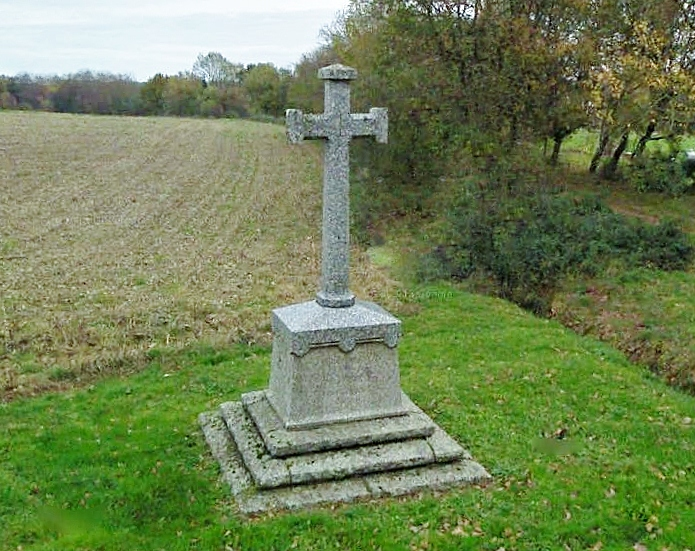
La croix commémorative de l'accident à l'ancien passage à niveau de Cartalle

Ainsi, dès le 3 août, le secrétaire général de la préfecture de l'Allier se rendait à l’évêché de Moulins pour présenter officiellement les condoléances du gouvernement et du préfet. Le même jour, un service funèbre était célébré aux sanctuaires de Lourdes par les évêques de Moulins, Lourdes, Dijon, Tulle en présence de tous les pèlerins français et étrangers et de la municipalité de la ville .
Les obsèques solennelles de 31 victimes eurent lieu le lendemain à midi dans l'église de Laguian, en présence de Monsieur Yves Le Trocquer, ministre des travaux publics. Après les discours du maire de Laguian, du préfet du Gers et du ministre, les cercueils furent ensuite transportés par train spécial à Moulins, où eut lieu une nouvelle cérémonie solennelle d'hommage avec absoute, avant les inhumations dans les villes d'origine des pèlerins.
Un an plus tard, deux stèles commémoratives de granit en forme de croix furent érigées, l'une sur les lieux mêmes de la collision, l'autre à Lourdes, dans l'enceinte des sanctuaires.

## La recherche des responsabilités
Dès la survenance de l'accident, d'aucuns avaient contesté le choix de l'engin de traction et de la ligne, jugés inadaptés à un convoi aussi lourdement chargé. Saisi d'une demande d'interpellation à la Chambre par Messieurs Jean Senac, et Paul de Cassagnac, députés du Gers « sur les causes de l'accident et les circonstances qui l'ont aggravé » , le ministre des transports avait pris l'engagement de faire procéder à une enquête approfondie. Celle-ci fut confiée à Monsieur Maison, directeur du contrôle du ministère des travaux publics, dont le rapport expéditif dégagea de toute responsabilité la compagnie du Midi, en concluant que sa locomotive avait la puissance requise et était en bon état, et que seuls les cheminots  du train tamponneur avaient commis des fautes à l'origine de la catastrophe. Il était ainsi reproché au chef mécanicien d'avoir décidé de poursuivre sa route malgré la pression insuffisante délivrée par la pompe à air des freins, au mécanicien d'avoir accentué le patinage en ouvrant à l'excès le régulateur d'arrivée de vapeur, et au garde-frein du fourgon de tête d'avoir bloqué le frein à main, alors qu'il aurait dû le serrer progressivement. Dans un article virulent mais techniquement étayé, signé de Pierre Semard, secrétaire de la fédération des cheminots, le journal l'Humanité dénonçait ces conclusions, présentées comme une preuve de plus de la collusion du gouvernement et des compagnies de chemin de fer.
Cette catastrophe connut son épilogue judiciaire devant le tribunal correctionnel de Mirande le 1er juin 1923. Poursuivis pour homicide involontaire, les deux cadres de la compagnie du Midi responsables de la gestion du trafic furent relaxés, alors que le mécanicien-chef et le mécanicien étaient symboliquement condamnés respectivement à trois et un mois de prison avec sursis. Dénoncé comme produit d'une « justice de classe »  par l'Humanité , le jugement donna lieu à appel du ministère public devant la cour d'appel d'Agen. Il n'a cependant pas été possible de trouver trace de l'arrêt rendu par cette juridiction.